# 輻射適應

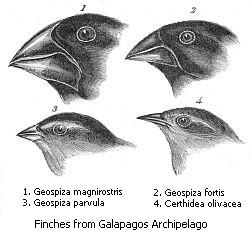
在科隆群岛上发现的14种雀鸟中的4种，被认为通过适应辐射已经进化出多样化喙的形状，以使其适应不同的食物来源。

适应辐射（英語：Adaptive Radiation），或稱辐射適應，在进化生物学中指的是从原始的一般种类演变至多种多样、各自适应于独特生活方式的专门物种（不包括亚物种，其指涉相互之间不能交配的物种）的过程。而这些新物种虽有差别，却在一定程度上保留了原始物种的某些构造特点，其也各自占据了合适自己的小生境。适应辐射这个概念适用于进化史中一个短的时段内。适应辐射主要是由变异和自然选择所推动。

## 适应辐射的前提
一种非特异的物种到达一个地理上被隔离的生存场所，或者是在一个从没被涉足的场所生存下来。在后续的时间里，它会在适合自己的地点形成种群，而这个群体会不断透过自然选择被分离，从而分离出适应环境的群体，它们會有些与众不同的特征。一段时间后在这些群体中会产生新的物种，加上竞争的存在，使得物种之间的区别更明显。通过自然选择存活下来的物种拥有新的特征组合，會開闢新的生态位以减少竞争。
该地区营养食物需有豐富含量，而且不能有占统治地位的捕食者和过于激烈的竞争的存在。

## 例子
- 14种達爾文雀从一种在加拉巴哥群島上生活的鸟雀发展而来
- 加勒比群岛上的变色龙
- 3亿年前泥盆纪肺鱼的出现
- 软体动物的演化
- 趨同演化

## 参看
- 寒武纪大爆发-最著名的进化辐射案例
- 演化辐射-以更一般的的术语来描述任何辐射